# Salah Zulfikar
Salah El Din Ahmed Mourad Zulfikar (El Mahalla El Kubra, 18 de enero de 1926-El Cairo, 22 de diciembre de 1993) fue un actor y productor egipcio. Comenzó su carrera como oficial de policía en la Policía Nacional de Egipto, antes de convertirse en actor en 1956. En el cine egipcio se le considera uno de los mejores actores de todos los tiempos.

## Primeros años
Nació el 18 de enero de 1926 en El Mahalla El Kubra. Su padre, Ahmed Mourad Zulfikar, se desempeñó como alto comisionado de policía en el Ministerio del Interior. Era el cuarto de cinco hermanos. Su hermano mayor, el actor y director de cine Mahmoud Zulfikar, se graduó como arquitecto. Su segundo hermano mayor, Ezz-El-Din Zulfikar, también director de cine, y Kamal Zulfikar eran oficiales militares, mientras que Zulfikar decidió unirse a la Academia de Policía; se graduó de la Academia de Policía en 1946. Su hermano menor ingresó en la Facultad de Comercio.
Zulfikar se destacó en sus estudios y fue un atleta. Fue uno de los campeones de Egipto en boxeo y ganó la Copa del Rey en boxeo (peso pluma) en 1947. Zulfikar inicialmente se unió a la Facultad de Medicina de la Universidad de Alejandría, para complacer a su padre, quien deseaba que Zulfikar se convirtiera en un médico como su abuelo. Después de eso, transfirió sus papeles a la Academia de Policía. Se graduó en 1946.
Salah Zulfikar fue nombrado en la Menoufia, Dirección de Seguridad y en la Autoridad de Prisiones, específicamente la Prisión de Egipto, y también trabajó como profesor en la Academia de Policía.

## Carrera policial
En 1949, Zulfikar comenzó a enseñar en la Academia de Policía. En 1952 se ofreció como voluntario para unirse a la unidad de policía en Ismaïlia, que estaba siendo atacada por el ejército británico. La policía egipcia se negó a entregar sus armas a las fuerzas británicas, lo que llevó al ejército británico a traer tanques para capturar el edificio. Las fuerzas egipcias lucharon con valentía y coraje. Esta batalla se conmemoró más tarde y ahora se celebra en Egipto el 25 de enero de cada año como Día de la Policía Nacional. Zulfikar recibió un premio nacional por su valentía.
En la guerra de Suez de 1956, Zulfikar tomó la iniciativa de liderar a 19 de sus estudiantes en la Academia de Policía y se ofreció como comandos para resistir el ataque tripartito de los ejércitos británico, francés e israelí. También recibió el Premio Nacional de Honor del presidente Gamal Abdel Nasser por arriesgar su vida por su país con valentía y honor.

## Carrera cinematográfica
Los hermanos de Salah Zulfikar, Ezz-el-Din Zulfikar y Mahmoud Zulfikar, trabajaron como directores de cine. Durante su tiempo libre solía asistir al rodaje de películas. En 1956, Ezz-el-Din Zulfikar, su hermano mayor, le ofreció el papel principal en la película "Wakeful Eyes" (Eyoun Sahrana). Zulfikar tuvo que obtener un permiso temporal del Ministro del Interior, que en ese momento dirigía de Zakaria Mohieddin para trabajar en esta película. Realizó su segunda y tercera película “Rodda Qalbi” y Jamila, la argelina respectivamente también con permisos temporales. Después del éxito de Zulfikar, tuvo que elegir su trayectoria profesional. Le pidió al ministro que renunciara, pero debido a su impresionante historial, fue ascendido a teniente coronel y se le concedió una pensión anticipada.
Su segunda película "Back Again" (Rodda Qalbi) de 1957 fue el primer éxito de Salah Zulfikar. También protagonizó películas de acción como "El segundo hombre" (Elragol Elthani) en 1959. El mismo año, Zulfikar protagonizó una película con Taheyya Kariokka. "Amor hasta la adoración" (Hob hatta El Ebada) y "Mujeres prohibidas" (Nesaa Moharramat) con Huda Soltan. Todas fueron grandes oportunidades para que Zulfikar construyera una carrera.

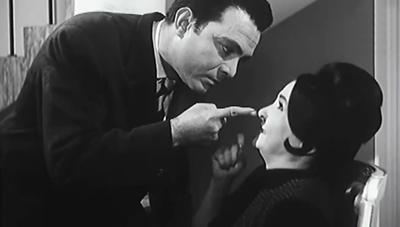
Zulfikar y Shadia en My Wife, the Director General (1966)

Zulfikar logró un gran éxito con una selección de papeles diversificados, por ejemplo, su maravilloso papel de 1963 en Saladin (El Nasser Saladin) de Youssef Shahine, interpretando a "Eissa El Awam". Al año siguiente, interpretó al Doctor Hamooda en manos suaves o (El Aydy el naema) en 1964. La película estuvo en el Festival Internacional de Cine de Berlín en 1964.
En el mismo año interpretó un papel en la película conjunta italiana / alemana Secret of the Sphinx. Su producción "More Precious Than My Life" o (Aghla Men Hayatty) y sus comedias románticas, como "My Wife Is The general manager" o (Merati Moudir Aam), "My Wife's Dignity" (Karamet Zawgati), My Wife's Goblin (Afreet Merati) con la actriz Shadia, lo hizo muy popular en Egipto en ese momento. Zulfikar fue uno de los 3 ladrones en su producción, "3 Robbers" o (3 Losoos) en 1966 coprotagonizada por Hind Rostom. Su famosa película "Good Morning, My Dear Wife" (Sabah El Kher ya Zawgaty El Azeeza) en 1969 fue una maravilla para Zulfikar para trabajar con una nueva generación de actrices en sus películas de la década de 1970, como Nelly, Mervat Amin y Naglaa Fathy.
Zulfikar comenzó esta década protagonizando dos grandes éxitos de taquilla coprotagonizada por Soad Hosny. En 1970, como "Amin Akef" en "Sun Rise and Sun Set" (Ghroob wa Shrooq), así como "La gente del Nilo" (Al Nass wal Nil) de Youssef Chahine.

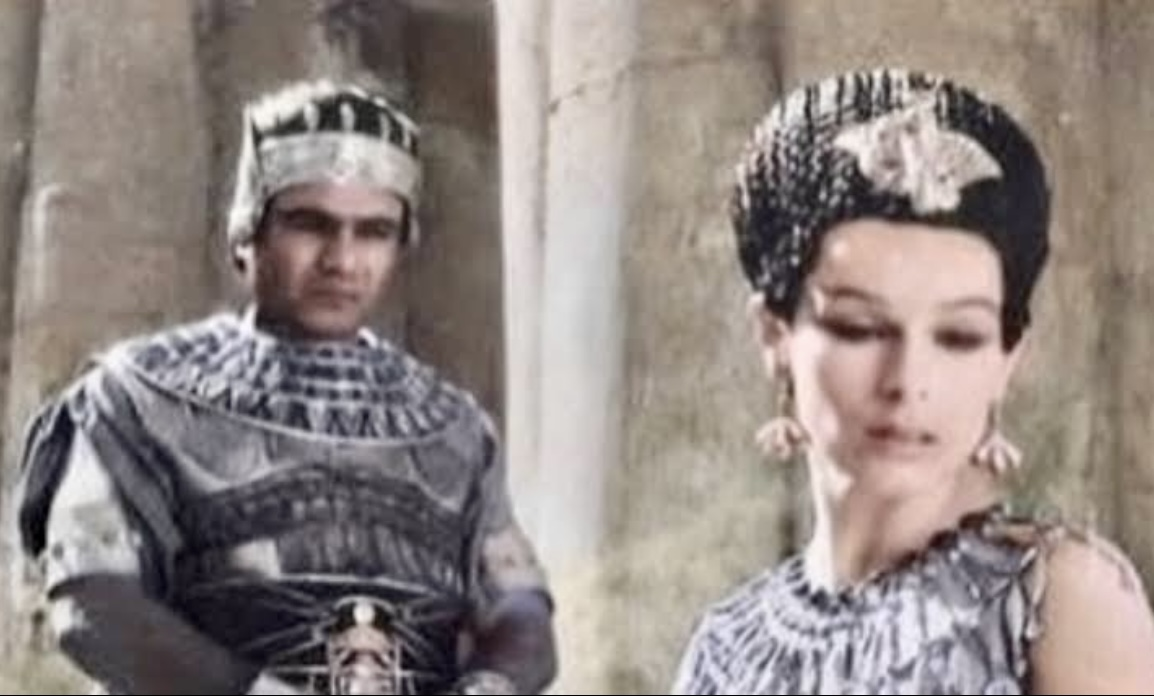
Zulfikar y Geraldine Chaplin en Nefertiti y Aquenatos (1973)

Zulfikar protagonizó un par de películas coprotagonizada por la actriz Nadia Lutfi como "Hombres sin rasgos" (Regal bela Malameh) en 1970. Protagonizó "Paris and Love" (Paris wal Hob) coprotagonizada por Sabah en 1971. En el mismo año, tuvo un punto de inflexión al comenzar un papel de villano en "The Killers" o (El Qatala). Otro villano fue “Hafez” en la película de gran producción All-star, “The Sinners” (El Mothneboon) en 1975. También en los setenta su magnífica producción de 1975, I Want a Solution (Oreedo halan), protagonizada por Faten Hamama y Rushdy Abaza había cambiado las leyes en Egipto y le valió el premio al mejor productor del año.Al contrario de sus papeles de villano, Zulfikar interpretó el papel de un ángel en "Sin of an Angel" (Khateeat Malak) en 1979.
Del mismo modo, sus películas y series de televisión fueron populares y exitosas durante los años ochenta y principios de los noventa, incluida su película "Visita secreta" (Zeyara Serreya) en 1981, interpretando a un juez.
Una etapa diferente en su carrera en sus cincuenta. Zulfikar protagonizó "El pavo real" (El Tawoos) en 1982, lo que le valió el premio al mejor actor en Egipto y su maravilloso papel en Adieu Bonaparte (Wadaan bounapart) de Youssef Chahine en 1985 interpretando a "Cheikh Hassouna" fue un éxito de crítica. Por no hablar de "The Barefoot Millionaire" o (El Millionera El Hafya) en 1987. Así como "Handy-Man General Manager" (Elosta el-Moudir) en 1988.
La serie de televisión "The Family of Mr. Shalash" (Aelat El Ostath Shalash) en 1990 con la famosa actriz Laila Taher fue un gran éxito. Nadie puede olvidar "Minister in Plaster" (Wazeer fel Gebs) en 1993. Los últimos papeles cinematográficos de Zulfikar estaban en The terrorist (Al irhabi) y "Road to Eilat" (El Tareek ela Eilat) y "Five Star Thieves" (Losoos Khamas Nogoom), que fueron lanzados póstumamente en 1994.

## Muerte
Salah Zulfikar murió de un ataque cardíaco repentino el miércoles 22 de diciembre de 1993 en el Hospital de la Policía de El Cairo, Egipto.

## Vida personal
Zulfikar se casó cuatro veces, dos de sus esposas eran del negocio del cine y dos no. Se casó con su primera esposa, Nafisa Bahgat en 1947, y ella le dio a sus hijos Ahmed y Mona, y siguió siendo su esposa hasta su muerte en 1988.
El segundo matrimonio de Zulfikar fue con la actriz Zahra El-Ola en 1958, y fue un matrimonio que duró menos de 2 años y terminó en divorcio. La historia de amor que lo unió a la cantante y actriz Shadia fue la más famosa de todas, y juntos formaron un dúo artístico a través del cual presentaron muchas películas de éxito en el cine egipcio. Zulfikar produjo más de una película protagonizada por Shadia como My Wife, the Director General y "Something from Fear" (Shae Men El Khof) en 1969. Este matrimonio terminó en divorcio después de 6 años. Luego se casó con su última esposa, Baheega, y su matrimonio continuó hasta su muerte.

## Filmografía

### Actor
Prolífico en la industria cinematográfica egipcia durante 37 años. Salah Zulfikar fue actor y productor de cine y teatro. Produjo 8 películas y apareció en más de 150 películas desde 1956 hasta 1993. Muchas de las cuales fueron protagonistas o coprotagonistas con las actrices más notables del cine de Egipto.
Salah Zulfikar siempre ha sido una defensora de los derechos de las mujeres en sus películas y ha producido más de una película, haciendo justicia a la mujer egipcia en la comunidad, incluida My Wife, the Director General y "A Taste of Fear" (Shey min El Khof), así como Quiero una solución, que fue la razón para cambiar la ley sobre el estado personal en Egipto en ese momento. Zulfikar interpretó todos los papeles y se destacó en ellos, y su actuación no careció de comedia.
1950
- 1956: Wakeful Eyes
- 1957: Back Again (Rodda Qalbi)
- 1958: Jamila, the Algerian
- 1959: Light of the Night
- 1959: Forbidden Women
- 1959: Love Until Worship
- 1959: Among the Ruins
- 1959: The second man

1960
- 1960: Angel and Demon
- 1960: Money and Women
- 1960: A Scrap of Bread
- 1960: A Woman's Secret
- 1960: I am accusing
- 1960: Holy Rabat
- 1961: Wahida
- 1961: A Date with the Past
- 1961: A Storm of Love
- 1961: The Path of Heroes
- 1961: Me and my daughters
- 1961: Love is like this
- 1962: Rendezvous in Cairo Tower
- 1962: All my Children
- 1962: The Wife Killing Society
- 1962: The Cursed Palace
- 1963: Saladin the Victorious
- 1964: Soft Hands
- 1964: Runaway from life (Hareb men El Hayat)
- 1964: A Husband on Holiday
- 1964: A Wife from Paris
- 1964: Secret of the Sphinx
- 1965: More Precious Than My Life
- 1966: My Wife, the Director General
- 1966: 3 Robbers
- 1967: My Wife's Dignity
- 1967: My Wife's Goblin
- 1968: The Nile and Life
- 1968: The Man who Lost his Shadow
- 1968: 3 Women (Thalath Nesaa)
- 1969: Good morning, My Dear Wife
- 1969: Women's Market

1970
- 1970: Sunrise and Sunset (Ghroob wa Shrooq)
- 1970: The Eye of Life
- 1970: Men Without Features (Regal bela Malameh)
- 1970: Virgo
- 1970: My Husband's Woman
- 1971: A Touch of Tenderness
- 1971: Paris and Love
- 1971: A Woman of Fire
- 1971: The Killers
- 1972: Confessions of a Woman
- 1972: A Call to Life
- 1972: Incomplete Crime
- 1972: Those People of the Nile
- 1973: Nefertiti y Aquenatos
- 1973: The Memory of a Night of Love
- 1973: The Other Man
- 1974: In Summer We Must Love
- 1974: Dunya
- 1974: Enemy Brothers
- 1974: 2 – 1 – 0
- 1975: The Sinners
- 1975: El Karnak (Cameo)
- 1976: The world of children's children (Cameo)
- 1976: I Am Neither Sane nor Crazy
- 1978: A Traveler Without a Road
- 1978: Desire and Price
- 1979: Sin of an Angel

1980
- 1981: A Moment of Weakness
- 1981: Secret visit
- 1981: I don't lie but I beautify
- 1982: The Peacock
- 1985: Adieu Bonaparte
- 1986: Please and Your Kindness
- 1986: Age of Wolves
- 1986: The Female
- 1987: A Man in the Eyes of a Woman
- 1987: El Wahl
- 1987: The Barefoot Millionaire
- 1987: The Wife Knows Better
- 1988: Red Mourning Clothes
- 1988: Days of Horror
- 1988: A Woman Unfortunately
- 1988: Love Also Dies
- 1988: Handy-Man General Manager
- 1988: Sorry For Bothering
- 1989: Welad El Eh
- 1989: Mr. Aliwa's Apartment
- 1989: Betrayal
- 1989: The Tale of To
- 1989: Help Us
- 1989: Alexandria Again & Forever

1990
- 1991: The Bad Guys
- 1991: Dr. Manal Dances
- 1992: The Accused
- 1992: Except for My Daughter
- 1993: Minister in Gypsum
- 1993: Flames of Vengeance
- 1993: Five Star Thieves
- 1993: Disco Disco
- 1993: Road to Eilat
- 1994: The Terrorist

Cortometraje
- 1973: Nefertiti and Akhenaton

### Productor de cine
- 1962: A Message from an Anonymous Woman (Ressalah Min Emraa Maghoula)
- 1962: I'm the fugitive
- 1962: Meeting at the Tower (Mawed Fel Borg)
- 1966: My Wife, the Director General
- 1966: 3 Robbers
- 1969: A Taste of Fear (Shae Men El Khof)
- 1973: The Other Man
- 1975: I Want a Solution

### Teatro
- 1964: A Bullet in the Heart
- 1967: Rubabikia
- 1973: A Man for Every Home
- 1974: The Three Cards Hotel
- 1974: One Million Pounds Marriage
- 1979: Case No. 1
- 1979: One wife is Enough
- 1982: Respectable for a Month

## Premios
- Premio Nacional de Honor de primera clase del presidente Gamal Abdel Nasser en reconocimiento a su papel nacional en las batallas de la Guerra de Suez de 1956.
- Premio al Mejor Actor por su papel en Soft Hands en 1964.
- Premio al Mejor Actor por su papel en "Más precioso que mi vida" 1965.
- Premio al Mejor Productor para My Wife, the Director General en 1966.
- Premio a la Mejor Película en el Festival de Cine del Centro Católico por My Wife, the Director General en 1966.
- Premio al mejor productor por I Want a Solution en 1975.
- Certificado de reconocimiento del presidente Anwar El-Sadat en el Día del Arte en 1979.
- Premio al Mejor Actor por su papel en "El pavo real" en 1982.